# FA Cup 1970-1971
La FA Cup 1970-1971 è stata la novantesima edizione della competizione calcistica più antica del mondo. È stata vinta dall'Arsenal contro il Liverpool.

## Finale
| Londra 8 aprile 1971                                                  | Arsenal   | 2 – 1 (d.t.s.) | Liverpool | Wembley Stadium (100.000 spett.) |
| \| \| \| \| \| Kelly 101’ George 110’ \| Marcatori \| 92’ Heighway \| |           |                |           |                                  |
|                                                                       |           |                |           |                                  |
| Kelly 101’ George 110’                                                | Marcatori | 92’ Heighway   |           |                                  |